# 紹勞鎮區
紹勞鎮區，另译索罗镇区，為緬甸克欽邦其培縣下轄的一個鎮區。2014年人口6,518人，區域面積3,318.1平方公里。該鎮區下轄118個村莊。紹勞為該鎮區首府。